# 希科里里奇 (密蘇里州)
希科里里奇（英語：Hickory Ridge）是位於美國密蘇里州開普吉拉多縣的非建制地區。

## 歷史
希科里里奇的郵局於1856年設立，其後於1875年停運。

## 地理
希科里里奇所處的海拔為高於海平面161米（即528英呎），而該地所採用的時區為UTC-6，即北美中部時區（CST）。同時該地設有夏令時間，為UTC-6調快一小時，即UTC-5（CDT）。